# Atractus imperfectus
Atractus imperfectus — вид змій родини полозових (Colubridae). Ендемік Панами.

## Поширення і екологія
Atractus imperfectus відомі з типової місцевості, розташованої в горах Пьєдрас-Пакора, на півдні Національного парку Чагрес. Вони живуть у вологих тропічних лісах, на висоті від 700 до 800 м над рівнем моря.